# ポコチンロック
ポコチンロックとは、日本の音楽ジャンルである。略称は「P-ROCK」。1988年の11月に『バンドやろうぜ』で7ページの特集を組んだところから始まった。その後「月刊P-ROCK」という連載記事になる。1989年2月にムーブメントは終わった。

## 概要
アンジーの水戸華之介がライブ中、MCで『神の啓示』を受けて突然「ポコチンロック」と発言した事が起源とされている。水戸によると、ポコチンロックとは、「ポコチン」を弄ってしまったときの虚しさ・寂寥感（射精後不応期）であるという。その後、レピッシュ等を巻き込み、いつしか一つの音楽ジャンルへと発展していった。
2012年より毎年末に水戸華之介＆3-10chainとMAGUMI AND THE BREATHLESSによる「年末恒例P-ROCKだよ全員集合」ライブが開催されている。
バンドブームの中で2番手だった彼らの『バンドやろうぜ』での情報発信と宣伝に都合がよく、そのジャンル分け自体がネタやジョークでもあったのだが、アマチュアバンドの中に一ジャンルとみなしてバンドの方向性に掲げる者が出始めたので89年2月の「ポコチン・ロック・ラスト・フェスティバル」でジャンルとしての活動を停止した。1999年7月18日に「ポコチンロック'99」で一夜限りの復活。
対立軸としてパブロックをベースにした「バカ・ロック」があり、グレイトリッチーズ、Theピーズらが活動していた。

## ポコチンロックに分類されるアーティスト
- アンジー
- 水戸華之介&3-10chain
- LÄ-PPISCH
- MAGUMI AND THE BREATHLESS
- 筋肉少女帯
- THE POGO
- カステラ
- SKAFUNK
- 麝香猫[3]
- BUCK-TICK

レピッシュが引き込もうとしたが、今井寿だけがポコチンロック入りを拒否したため実質的には参加していない。だがレピッシュのMAGUMIは「BUCK-TICKはポコチンロック」と公言し続けている。